# سفيان شكوش
ولد سفيان شكوش ب الدار البيضاء في 23 دجنبر 1977 بالمغرب ، هو كاتب مغربي ينشر باللغة الفرنسية ينتمي إلى الجيل الجديد من الكتاب المغاربيين.
كما أنه كاتب سيناريو وصحفي و قاص ومكوِّن في مجال الصحافة المكتوبة .
و قد تخصص في أدب الجريمة. و استطاعت روايته "المفتش دليل في باريس"  ، التي نُشرت من قبل دار النشر "جيجال" في فبراير 2019 ، بلوغ المرحلة النهائية في الجائزة الكبرى للأدب البوليسي لسنة 2019، وهي سابقة لكاتب مغربي.
و في مجال آخر نشر ، قام الكاتب بنشر رواية "زهرة" عن دار النشر ديفيد الكندية في فبراير 2021، و هي رواية تبتعد كثيرا عن عالم الجريمة ، و قد لاقت نجاحا فوريًا و تم ترشيحها لجائزة "آلان توماس" في معرض تورونتو للكتاب لسنة 2022. ،كما حصلت على تنويه خاص من لجنة تحكيم جائزة شومبلان لعام 2022 و وصلت الى المرحلة النهائية في جائزة تريليوم سنة 2022.

## سيرته
ولد سفيان شكوش يوم 23 فبراير 1977 بالدار البيضاء . و بعد حصوله على البكالوريا في الشعبة العلمية من ثانوية فيكتور هوغو بمراكش ، سافر إلى فرنسا لمواصلة دراسته. و حصل في عام 2004 على درجة الماستر 2 في هندسة الإحصاء والمعلوماتية القرارانية ، بالإضافة إلى درجة الماجستير في الهندسة المدنية [ ، و بعد رجوعه إلى وطنه الأم ، وبعد أن قضى سنوات يعمل في مجال تكوينه في الهندسة، اختار أن يتجه الى الصحافة و بالاخص الصحافة المكتوبة كما غذا كاتب عمود في العديد من وسائل الإعلام الناطقة بالفرنسية، ثم مكونا في الصحافة الاستقصائية قبل أن يكرس نفسه لكتابة الروايات.
إضافة إلى ذلك، وصل إلى المرحلة النهائية من مسابقة القصة القصيرة السوداء التي نظمها المعهد الفرنسي بمراكش سنة 2009 حيث شارك بقصته القصيرة "العين الثالثة"، هنالك ولدت شخصيته الأثيرة ، المفتش دليل. وبعد 4 سنوات من ذلك ، نشر روايته الأولى عن درا النشر كازا إكسبرس بعنوان المفتش دليل في الدار البيضاء.
أما روايته الثانية، المفتش دليل في باريس ، فصدرت في février 2019 عن دار النشر جيجال Éditions Jigal في فرنسا ووصلت إلى الة المرحلة النهائية في الجائزة الكبرى المرموقة للأدب البوليسي سنة 2019.
ثم نشر روايته الثالثة "زهرة" عن دار النشر الكندية ديفيد. مع هذا المؤلف الذي صدر في في 23 فبراير 2021 ضمن سلسلة "أندوسيل"Indociles، جرّب سفيان شكوش نوعا أدبيا آخر. و في الواقع ، بلغت رواية زهرة المرحلة النهائية لجائزة آلان توماس في معرض الكتاب في تورنتو سنة 2022  وحصلت على تنويه خاص من لجنة التحكيم لجائزة شومبلان سنة 2022 في كندا. كما أنها كانت ضمن اللائحة النهائية للمرشحين لجائزة تريليوم لعام 2022.
ثم نشر المؤلف رواية رابعة (و هي الثالثة ضمن سلسلة المفتش دليل ) في شتنبر 2022 تحت عنوان المفتش دليل في بيروت، حيث اشتملت على شخصيته الأثيرة المفتش دليل و نشرتها نفس دار النشر الفرنسية جيجال Éditions Jigal.
و يشتغل سفيان شكوش حاليًا صحفيا مستقلا وكاتب سيناريو في تورونتو. وهو أيضًا عضو في لجنة تحكيم العديد من الجوائز الأدبية في كندا.

## أعماله
- 2010 : العين الثالثة ، مرسوم، قصة قصيرة من مجموعة الرواية السوداء ، المجلد الثالث.
- 2013 : المفتش دليل في الدار البيضاء, Casa Express Éditions.[8]
- 2019 : المفتش دليل في باريس ، طبعات جيجال.
- 2021 : الزهراء ، طبعات داود.[9]
- 2022 : عائشة ، إصدارات دو كايمان، قصة قصيرة من مجموعة Beyond Mute Angers .
- 2022 : المفتش دليل في بيروت ، طبعات جيجال.

## الجوائز والأوسمة
- 2019 : الدور النهائي للجائزة الكبرى للأدب البوليسي (فرنسا).
- 2022 : تنويه خاص من لجنة تحكيم جائزة آلان شامبلان (كندا).
- 2022 :النهائي لجائزة معرض تورونتو للكتاب.
- 2022 : التصفيات النهائية لجائزة تريليوم (كندا).
- 2023 : عضو لجنة تحكيم جائزة أوتاوا.
- 2023 : عضو لجنة تحكيم جائزة الإيميرجنس (كندا).[10]
- 2024 : عضو لجنة تحكيم جائزة تريليوم (كندا).